# اوشتا
اوشتا (به لاتین: Ørsta) یک منطقهٔ مسکونی در نروژ است که در اورستا واقع شده‌است. اوشتا ۵٫۴ کیلومتر مربع مساحت و ۶٬۸۵۸ نفر جمعیت دارد و ۷–۱٬۳۰۳ متر بالاتر از سطح دریا واقع شده‌است.